# Familienbericht der Bundesregierung
Der Familienbericht der Bundesregierung ist eine seit 1968 von der deutschen Bundesregierung herausgegebene Serie von Berichten. Jeder Bericht ist eine wissenschaftliche Aufarbeitung und Zusammenstellung familienspezifischer Themen und Entwicklungen in aktuellem Kontext und besteht aus der Darstellung einer unabhängigen Sachverständigenkommission und einer sich darauf beziehenden Stellungnahme der Bundesregierung.
Die Veröffentlichung der Familienberichte beruht auf einem Entschluss des Bundestags von 1965.

## Themen und Veröffentlichungsjahre der bisherigen neun Familienberichte
Der Erste, der Dritte, der Fünfte und der Siebte und der Neunte Familienbericht sollen die Situation der Familien umfassend darstellen. Der Zweite, der Vierte, der Sechste und der Achte Familienbericht hingegen sind spezifischen Themen gewidmet.
1. Lage der Familien in Deutschland (1968)
2. Familien und Sozialisation – Leistungen und Leistungsgrenzen hinsichtlich des Erziehungs- und Bildungsprozesses der jungen Generation (1974)
Sachverständigenkommission: Friedhelm Neidhardt (Vorsitzender), Kurt-Günther Gehrken, Ursula Lehr, Klaus Mollenhauer, Franz Pöggeler, Herrmann Schubnell, Emilie Stahl
3. Lage der Familien in der Bundesrepublik Deutschland (1979)
4. Situation der älteren Menschen in der Familie (1985)
Sachverständigenkommission: Ursula Lehr (Vorsitzende), Max Wingen (stellvertretender Vorsitzender)
5. Familien und Familienpolitik im geeinten Deutschland – Zukunft des Humanvermögens (1994)
Darin wird u. a. unter dem Begriff „Daseinskompetenz“ die Bedeutung der Familie für die Übermittlung von Kompetenzen im Bereich Human-, Sozial- und Alltagskompetenz hervorgehoben.
6. Familien ausländischer Herkunft in Deutschland – Leistungen – Belastungen – Herausforderungen (2000)
Der Bericht thematisiert Einwanderung und Migration, insbesondere auch die Arbeitsmigration.
Sachverständigenkommission: Hans-Joachim Hoffmann-Nowotny (Vorsitzender), Maria Dietzel-Papakyriakou (stellvertretende Vorsitzende), Klaus J. Bade, Bernhard Nauck, Rosemarie von Schweitzer
7. Familie zwischen Flexibilität und Verlässlichkeit – Perspektiven für eine lebenslaufbezogene Familienpolitik (2006)
Thematisiert werden u. a. die Bevölkerungsentwicklung und die Vereinbarkeit von Familie und Beruf im europäischen Vergleich.
Sachverständigenkommission: Hans Bertram (Vorsitzender), Helga Krüger (stellvertretende Vorsitzende), Jutta Allmendinger, Wassilios Fthenakis, Uta Meier–Gräwe, C. Katharina Spieß, Marc Szydlik
8. Zeit für Familie – Familienzeitpolitik als Chance einer nachhaltigen Familienpolitik (2011)
Thematisiert werden u. a. familienfreundliche Zeitpolitik, flexible Arbeitszeitmodelle.
Sachverständigenkommission: Gregor Thüsing (Vorsitzender), Hans-Peter Klös (stellvertretender Vorsitzender), Fabienne Becker-Stoll, Andreas Kruse, Joachim Möller, Jutta Rump, Helmut Schneider, Norbert F. Schneider[3]
9. Eltern sein in Deutschland – Ansprüche, Anforderungen und Angebote bei wachsender Vielfalt (2021)
Sachverständigenkommission: Sabine Walper (Vorsitzende), Nina Dethloff (stellvertretende Vorsitzende), Helen Baykara-Krumme, Miriam Beblo, Michaela Kreyenfeld, Axel Plünnecke, Reinhard Pollak[4]
Thematisiert wird u. a. die Chancengleichheit in Bezug auf Bildung, Förderung, Betreuung und Beratung. Im Blick steht dabei die Elternschaft in vielfältigen Familienformen.[5]

## Ähnliche oder vergleichbare Berichterstattungen
Neben dem Familienbericht der Bundesregierung ist ein regelmäßiger Familienreport vorgesehen. Diesen gibt das Bundesfamilienministerium seit 2009 heraus; bis 2014 erschien er jährlich, seitdem alle zwei bis drei Jahre. Außerdem werden regionale Familienberichte von Städten oder Ländern herausgegeben. In jeder Legislaturperiode wird zudem ein Kinder- und Jugendbericht und ein Altenbericht herausgegeben.
In Österreich besteht eine ähnliche Tradition: seit 1969 erscheint im Zehnjahresintervall der Österreichische Familienbericht.